# Tina Lattanzi
Pour les articles homonymes, voir Lattanzi.
Tina Lattanzi, née le 5 décembre 1897 à Licenza, et morte à Milan le 25 octobre 1997, est une actrice italienne.

## Filmographie partielle

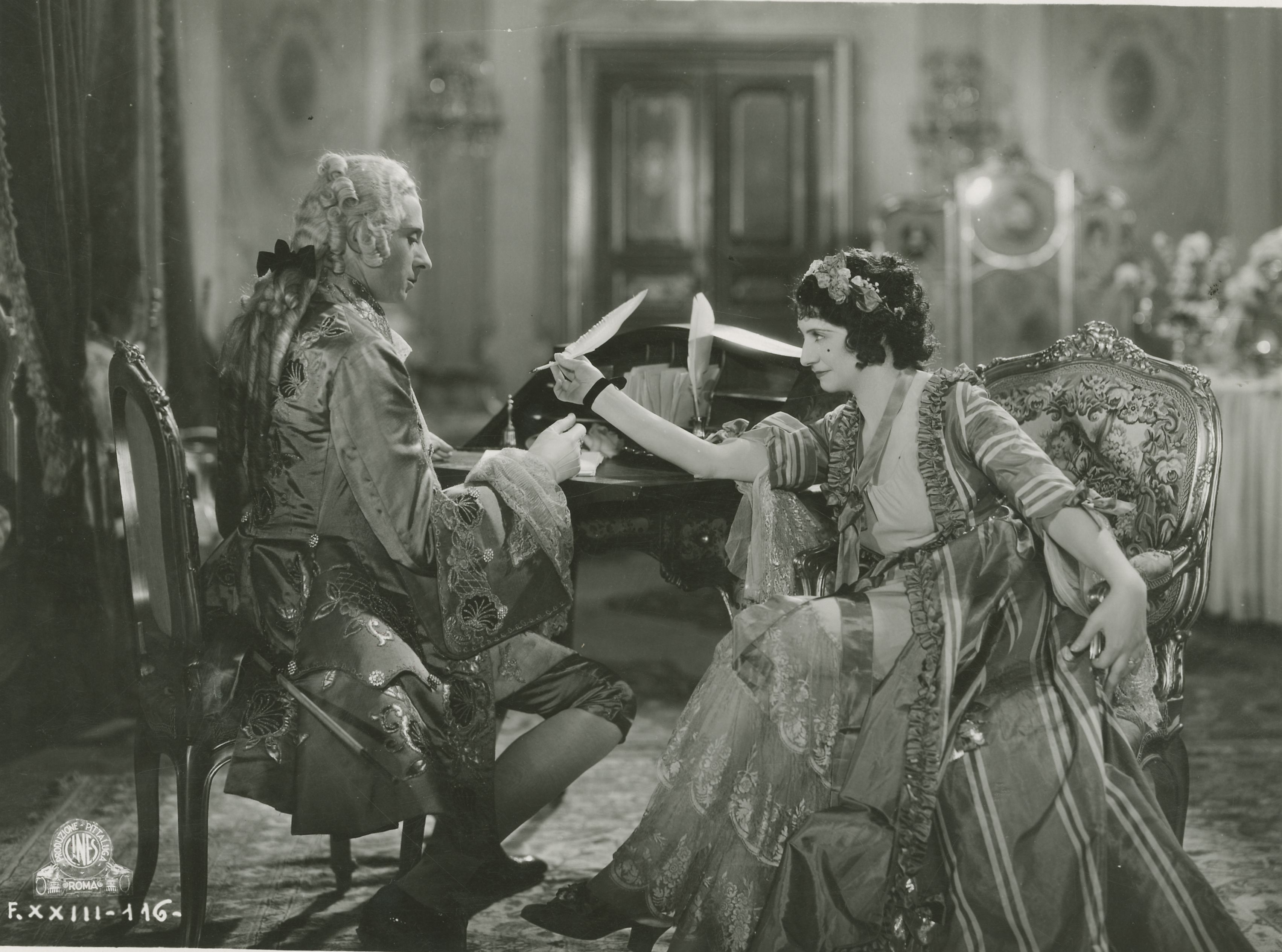
Tina Lattanzi avec Elio Steiner dans une scène de Pergolesi (1932).

- 1931 : Vous que j'adore (Rubacuori), de Guido Brignone : Mme Marchi, la femme de Giovanni
- 1932 : Pergolesi (en) de Guido Brignone
- 1934 : Le Conspirateur (Teresa Confalonieri) de Guido Brignone : l'impératrice Carolina
- 1940 : Incanto di mezzanotte de Mario Baffico : Dora White
- 1940 : Une lampe à la fenêtre (Una lampada alla finestra) de Gino Talamo
- 1940 : La Fille du corsaire (La figlia del corsaro verde) d'Enrico Guazzoni : Donna Mercedes, la femme du gouverneur
- 1941 : Beatrice Cenci (Beatrice Cenci) de Guido Brignone : Lucrezia Cenci
- 1942 : Les Deux Orphelines (Le Due orfanelle) de Carmine Gallone : la contesse Diana de Linières
- 1942 : Le Roman d'un jeune homme pauvre (Romanzo di un giovane povero) de Guido Brignone : Elisabetta
- 1942 : Ce soir, rien de nouveau (Stasera niente di nuovo) de Mario Mattoli : La Principale de l'Institut
- 1943 : Giacomo l'idealista d'Alberto Lattuada : la comtesse Cristina Magnenzio
- 1944 : Résurrection (it) (Resurrezione) de Flavio Calzavara : la Princesse Korciaghin
- 1950 : Bannie du foyer (Tormento) de Raffaello Matarazzo : Matilde Ferrari
- 1951 : Le Péché d'une mère (Core 'ngrato) de Guido Brignone : Elvira De Marchi
- 1952 : Amours interdites (Inganno) de Guido Brignone : Mme Risasco, inspectrice de police
- 1953 : J'ai choisi l'amour (Ho scelto l'amore) de Mario Zampi
- 1953 : Les Infidèles (Le infedeli) de Mario Monicelli et Steno : Carla Bellaris
- 1954 : Vierge moderne (Vergine moderna) de Marcello Pagliero : Mme Bardi
- 1958 : La Blonde enjôleuse (La ragazza del palio) de Luigi Zampa : la mère de Piero
- 1960 : Le Retour de Robin des Bois (Il cavaliere dai cento volti) de Pino Mercanti : Ausonia
- 1960 : Les Dauphins (I delfini) de Francesco Maselli : la mère d'Alberto De Matteis
- 1960 : Thésée et le Minotaure (Teseo contro il minotauro) de Silvio Amadio : la Reine Pasiphaé
- 1963 : Catherine de Russie (Caterina di Russia) d'Umberto Lenzi : la tsarine Élisabeth
- 1963 : Le Guépard (Il gattopardo) de Luchino Visconti
- 1969 : Une folle envie d'aimer (Orgasmo) d'Umberto Lenzi : la tante de Kathryn
- 1973 : Les Grands Patrons (Bisturi, la mafia bianca) de Luigi Zampa : la mère de Vallotti
- 1975 : La Femme du dimanche (La donna della domenica) de Luigi Comencini : la mère de Massimo